# Ludwig Arnoul
Ludwig Arnoul (* 20. Juni 1896 in Neu-Isenburg; † 11. Dezember 1975) war deutscher SPD-Politiker und Bürgermeister von Neu-Isenburg. Er stammte aus der Linie des Pierre Arnoul und war der Bruder von Wilhelm Arnoul (1893–1964).

## Leben
Ludwig Arnoul war gelernter Elektrotechniker. Während des Ersten Weltkriegs wurde er schwer verletzt, konnte nach Ende des Krieges seinen Beruf jedoch wieder ausüben. Zur Zeit des „Dritten Reiches“ wurde er mehrfach verhaftet, als Sozialdemokrat war er bereits 1933 aus seiner Anstellung entlassen worden.
Nach dem Zweiten Weltkrieg kehrte er in seine Heimatstadt zurück und trat zunächst seinen Dienst als Leiter der Polizei an. Am 1. Juli 1948 wurde er vom Stadtparlament zum ersten Beigeordneten und Stellvertreter des Amtierenden Bürgermeisters Adolf Bauer gewählt. Er trug als Dezernent für das Stadtbauamt und die Stadtwerke maßgeblich Sorge für den Wiederaufbau des zerstörten Neu-Isenburg.
Am 10. März 1954 wurde Arnoul zum Bürgermeister gewählt und trat das Amt im Juli 1954 an. Bis zum 31. Oktober 1972 blieb er im Amt. Der Wiederaufbau und Aufschwung Neu-Isenburgs nach dem Zweiten Weltkrieg sind eng mit seinem Namen verbunden.

## Ehrungen
Anlässlich seines 40-jährigen Dienstjubiläums wurde er im Jahr 1969 von der Stadtverordnetenversammlung zum Ehrenbürger der Stadt Neu-Isenburg ernannt. Die Stadtverordnetenversammlung verlieh ihm am Ende seiner Amtszeit die Ehrenbezeichnung „Altbürgermeister“. Darüber hinaus war Arnoul Träger des Großen Bundesverdienstkreuzes, der Freiherr-vom-Stein-Plakette, der Großen Ehrenplakette der Stadt Neu-Isenburg sowie der Wilhelm-Arnoul-Medaille.

## Würdigungen
In Neu-Isenburg wurde eine Straße (Ludwig-Arnoul-Straße) nach ihm benannt.